# دودمان لوزینیان

نشان ملی پادشاهان لوزینیان

با مرگ لوون چهارم، شاه ارمنستان از دودمان هتومی که فرزندی از خود برجای نگذاشت تاج و تخت کشور ارمنستان به خانواده لوزینیان منتقل گردید. این خانواده که از نجبای بزرگ فرانسوی بودند در آن زمان هنوز بر سرزمین جزیره قبرس سلطنت می‌کردند و دولتشان آخرین دولت لاتینی منبعث از صلیبیون بود که در خاورزمین باقی‌مانده بود. حقوق این خانواده بر تاج و تخت ارمنستان جدید از ازدواج
زابل خواهر هتوم دوم پادشاه ارمنستان با آموری دوتیر برادر هنری دوم اورشلیم پادشاه قبرس ناشی شده‌است.
دو پسر از این وصلت نتیجه شده بود به اسامی ژان و گی لوزینیان، که هر دو به خدمت دولت بیزانس درآمده بودند. پس از مرگ لوون پنجم، شاه ارمنستان، «ژان» به ارمنستان آمد و برای دوره کوتاهی نایب‌السلطنه کشور شد. دیری نگذشت که برادرش «گی» به او ملحق شد و به عنوان پادشاه جدید ارمنستان تاجگذاری کرد.
«گی» با جلوس بر تخت سلطنت ارمنستان سلسله پادشاهی جدیدی را بنیان گذاشت که نام سلسله (دودمان) لوزینیان نام گرفت.

## تاریخ
«گی» همینکه بر تخت سلطنت استقرار یافت از پرداخت خراج سالانه‌ای که می‌بایست به سلطان مصر پرداخت شود امتناع نمود. سلطان مصر به ارمنستان حمله کرد و «گی» از کشورهای مسیحی کمک خواست. پاپ کلمنت ششم هزار سوار به یاری او فرستاد، ولی فرمانروای جدید که لاتینی (کاتولیک) بود از اینکه اطرافیان خود را از کاتولیکها انتخاب کرده بود و به مذاکرات مربوط به وحدت کلیساهای ارمنی و کاتولیک نیز ادامه می‌داد ارمنیان را از خود ناراضی کرد.
با مرگ «گی» تاج سلطنت به دو لاتینی الاصل منتقل شد. کنستانتین سوم، شاه ارمنستان پسر «بودوئن» سردار بزرگ ارمنی که پیروزمندانه در برابر حمله ممالیک مصر پایداری کرد، وی که متحد دولتهای لاتینی رودس و قبرس بود به نوبه خود به حمله و تعرض پرداخت و بندر اسکندرون را متصرف کرد.
جانشین او کنستانتین چهارم، شاه ارمنستان به دست ارمنیان کشته شد و مملکت تا مدتی به دست بیوه او موسوم به ماری دوگوریگوس اداره می‌شد، تا اینکه آخرین پادشاه ارمنی یعنی لوون پنجم، شاه ارمنستان لوزینیان برادر زاده «گی» و نوه «زابل» خواهر «هتوم دوم» بر تخت سلطنت ارمنستان نشست.
ولی آخرین پادشاه ارمنستان جدید کشور را در وضع بسیار اسفناکی یافت بدین معنی که قسمت بزرگ آن به اشغال سپاهیان ملک الاشرف سلطان مصر و سپاهیان امرای ترکمن به اسامی «داودبیگ و بوبکر» درآمده بود. سلطان مصر تصمیم گرفته بود به هر قیمتی شده این آخرین کشور مسیحی آسیایی را که ارمنستان بود و امکان داشت که پایگاهی برای عملیات تعرضی مجدد دنیای غرب بشود از میان بردارد. او تنها به این شرط حاضر بود ارمنستان جدید را به عنوان یک کشور به رسمیت بشناسد که پادشاه کشور و ساکنان آن همه به دین اسلام بگروند.
چون پادشاه و ارمنیان از قبول این شرط امتناع ورزیدند نبرد درگرفت و مسلمانان با سپاهی به تعداد سی هزار نفر به جنگ حریفی آمدند که از نظر تعداد مبارز بسیار کمتر از آنان بود. ناچار ارمنیان به دژ مستحکم سیس (شهر باستانی) پناه بردند و در آنجا به مقاومتی مایوسانه پرداختند، این آخرین جنگ ارمنستان جدید به سبب عدم اتحادی که بین پادشاه و قسمتی از نجبای ارمنی وجود داشت، به گمان اینکه اگر پادشاه خانواده لوزینیان پیروز بشود وحدت کلیسای ارمنی و کلیسای کاتولیک را عملی خواهد کرد پایان تیره و تاری داشت.
در ۱۳۷۵ میلادی قلعه سیس ناچار به تسلیم شد و این تسلیم پایان دولت پادشاهی ارمنستان جدید را به دنبال داشت. بدین گونه که کشور در زیر ضربات دشمنانش از پای درآمد، در حالی که به قول «ژورکا» (مورخ رومانی) هنوز اسلحه در دست داشت.
لوون ششم را به اسارت به قاهره بردند و او در آنجا در حضور سلطان مصر حاضر نشد تاج و تخت و کشورش را به بهای گرویدن به اسلام باز پس بگیرد. در ۱۳۸۲ میلادی با وساطت پادشاه کاستیل آزاد شد و به رم رفت از آنجا عازم اسپانیا به فرانسه نقل مکان کرد. در فرانسه جیره خوار شارل ششم فرانسه پادشاه آن کشور بود تا در ۱۳۹۳ میلادی در پاریس وفات یافت و در گورستان سن-دنی در جوار پادشاه فرانسه به خاک سپرده شد.
ولیکن کشور کیلیکیه (پادشاهی ارمنی کیلیکیه) تا سده شانزدهم در تصرف سلطان مصر بود.

## نگارخانه

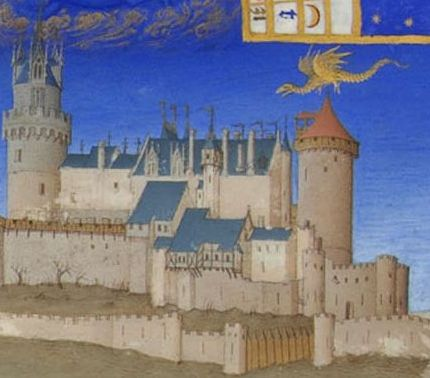
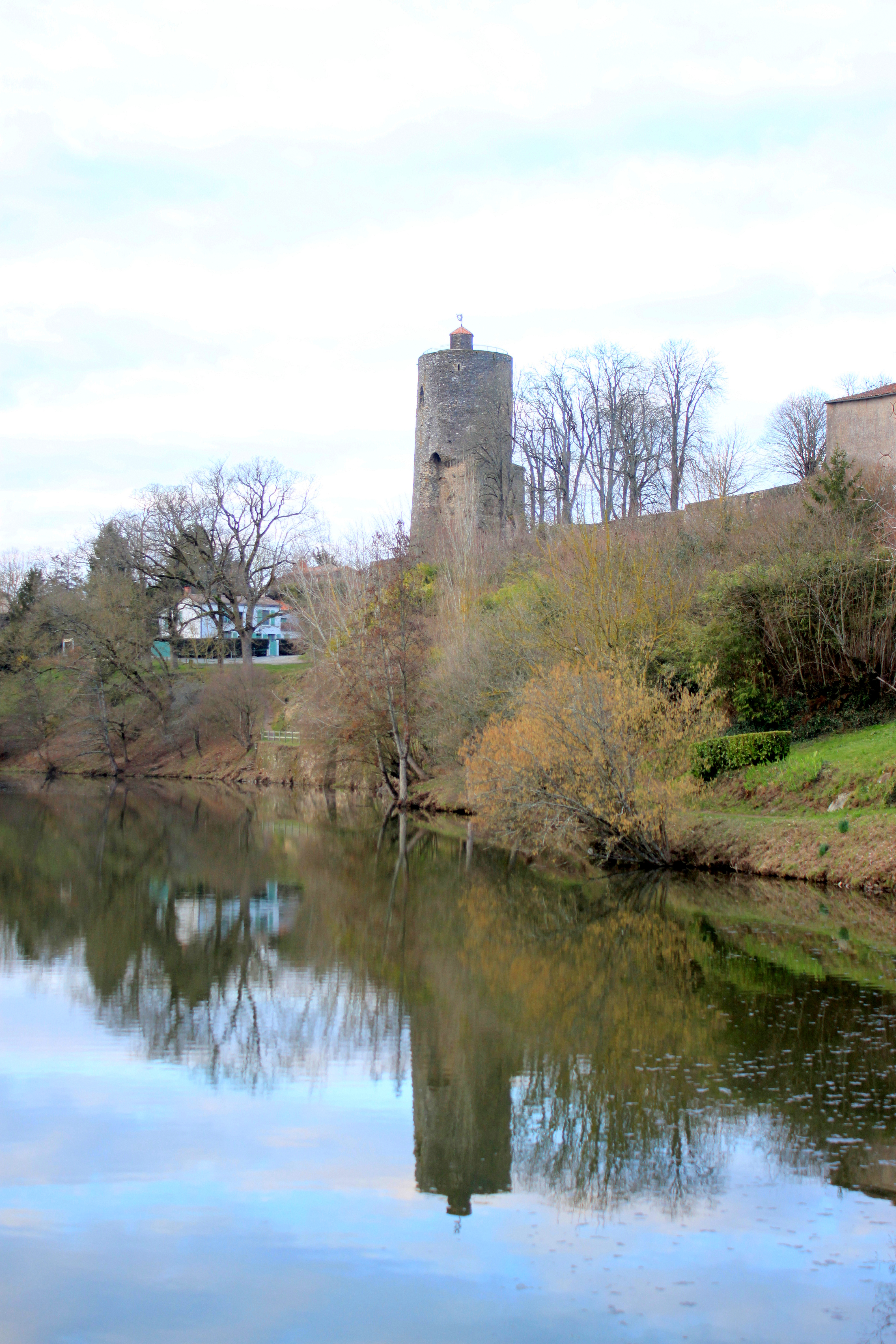
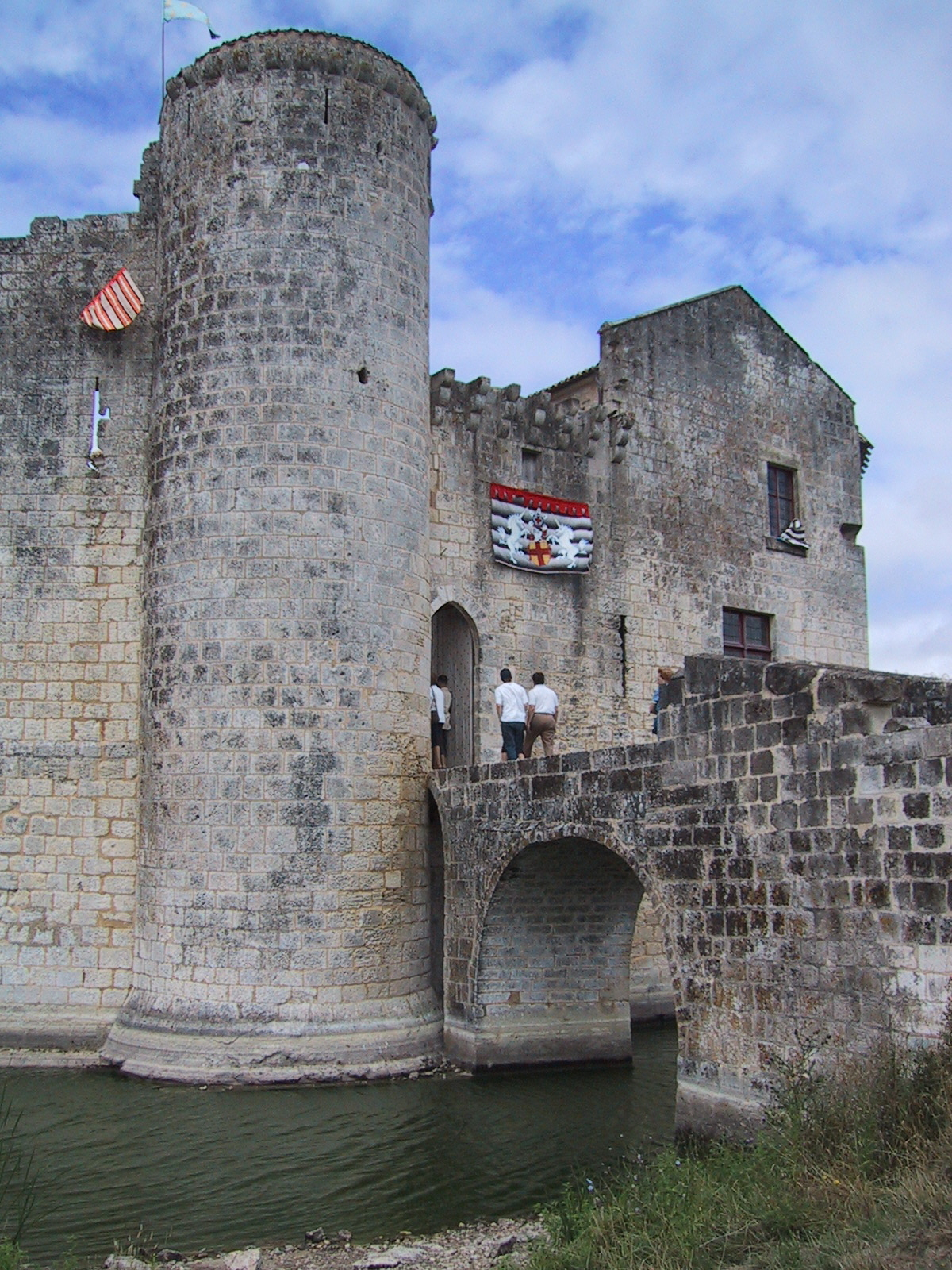
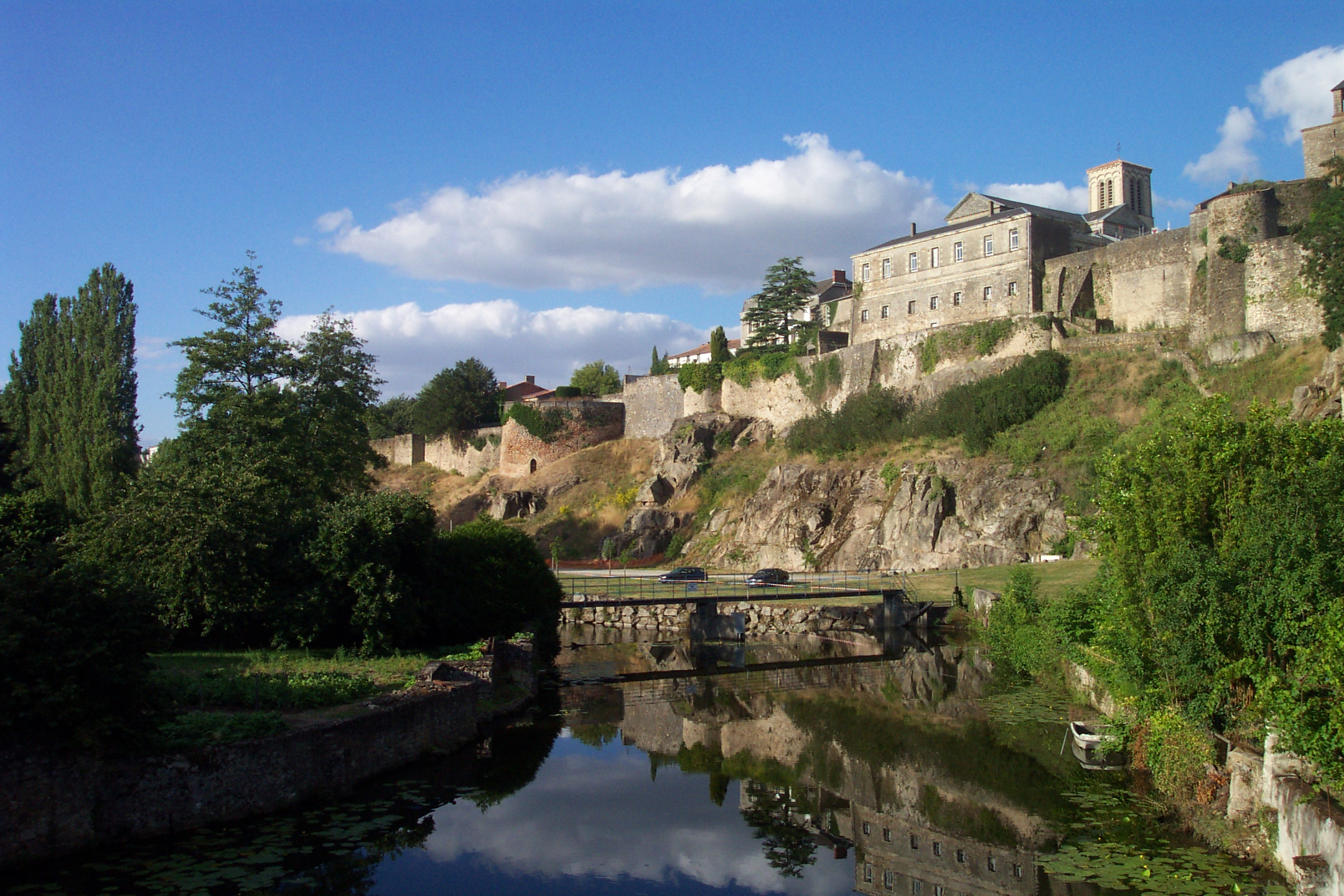
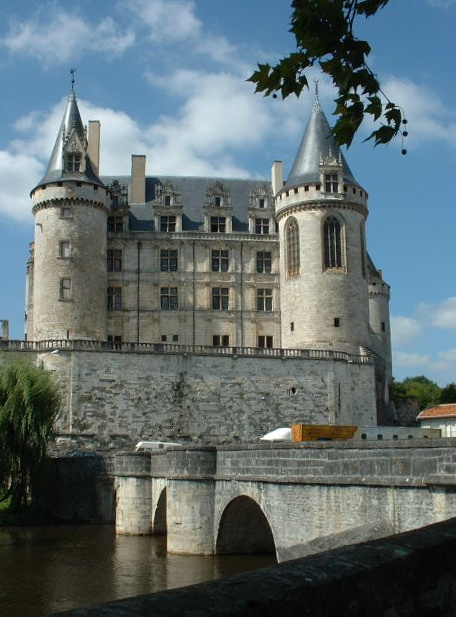